# Максим Ријалити
Кит „Кити“ Палмер (енгл. Keith "Keeti" Palmer), познатији као Maxim или Maxim Reality (Питербург, 21. март 1967) је ем-си бенда The Prodigy. Рођен је 21. марта 1967. године у Питербургу (Кембриџшир) у Енглеској. Познат је по свом застрашујућем изгледу, како у музичким спотовима, тако и на живим наступима. Његов изглед често укључује контактна сочива (углавном црвене боје) и килт. Застрашујући изглед огледа се и у његовом гласовном перформансу; познато је да на живим наступима вришти и урла, како би "напалио" масу. Ожењен је и има сина Таја (Tay, рођен 2002. године).

## Пре Продиџија
Максим је био најмлађе од четворо деце, па је похађао другостепену школу Jack Hunt у Петрбургу. Уживао је да пише поезију и саставља риме. Када му је било око четрнаест година пожелео је да постане ем-си. Инспирацију је добио од свог десет година старијег брата, ем-сија познатог као MC Starky Ban Tan, који га је представио „Питербуршкој реге саундсистем сцени“. Са седамнаест година има свој први наступ у Бејсингстоку. Јан Шервуд (Ian Sherwood), колега музичар из Нотингема, удружује се са њим и заједно оснивају Maxim Reality and Sheik Yan Groove, где Шервуд прави музику, а Максим пише текстове. Након што су снимили пар ствари, а на себе нимало нису скренули пажњу музичке индустрије, Максим напушта бенд и одлази на тромесечно путовање по Европи и Јужној Африци. По повратку у Енглеску, сели се у Лондон
како би био у блиском контакту са реге сценом у метрополи. Преко пријатеља, Зигија, понуђено му је да одради наступ са бендом по имену The Prodigy. Максим прихвата. У почетку је мислио да само одради пар наступа, али је касније ипак одлучио да остане. Његов манијакални изглед и интензивни перформанс учинили су га популарним на рејв сцени.

## Ем-си у Продиџију
Иако се првобитно прикључио Продиџију како би њихове живе наступе учинио живљим, Максимови песнички и гласовни таленти убрзо су дошли до изражаја, тако да се његов рад појављује на албумима након The Prodigy Experience (иако се и на њему може чути његов глас у песми "Death of the Prodigy Dancers" са живог наступа). Максим је написао и отпевао речи песме Poison са албума Music for the Jilted Generation (1994.), као и за њихов највећи хит сингл Breathe са албума The Fat of the Land (1997.) Међутим, на албуму Always Outnumbered, Never Outgunned из 2004. је потпуно одсутан, уколико се не рачуна спот за сингл Spitfire и ремикс песме Girls за јапанско тржиште — More girls. Још увек је пуноправни члан бенда, наступа на концертима и, према речима са званичног сајта ради на новом материјалу са Лијамом Хаулетом.

## Соло пројекти
Захваљујући готово непрестаним турнејама и снимањима са Продиџијем, Максим је ретко имао прилике за прављење свог соло материјала. Након што је бенд проредио број наступа након интензивне турнеје за албум The Fat of the Land, крајем 1998, коначно је имао времена за неке од својих пројеката. Те године издао је Dog Day на промотивном XL издању Against the Grain, који је такође укључивао и Хаулетов Dirtchamber Remix песме Diesel Power (са The Fat of the Land), као и Максимову верзију омота Factory Girl бенда The Rolling Stones. Дана 9. августа 1999. године Максим издаје EP My Web, са пет песама. Године 2000. сарађује са Skin из бенда Skunk Anansie на песми Carmen Queasy, која остаје његов највећи соло успех. Наредни сингл, Scheming, излази 11. септембра, а студијски албум Hell's Kitchen 2. октобра 2000.

## Дискографија

### Соло албуми
- 2000 Hell's Kitchen (објављено 2. октобра)
- 2005 Fallen Angel (објављено 29. марта)
- 2019 Love more (објављено 4. децембра у Јапану; 16. децембар глобално)

### Соло синглови и EP-ови
- 1994 Grim Reaper EP (само 500 копија; бела ознака)
- 1999 My Web (објављено 9. августа)
- 2000 Carmen Queasy (објављено 29. маја)
- 2000 Scheming (објављено 11. септембра)